# Lee Seong-gu
Lee Seong-gu, conosciuto anche con il nome giapponese di Seikyu Ri (이성구?, 李性求?, Ri Seikyu; Cheonan, 1º gennaio 1911 – Seul, 24 ottobre 2002), è stato un cestista, allenatore di pallacanestro e dirigente sportivo sudcoreano con cittadinanza giapponese.

## Carriera
Con il Giappone ha partecipato alle Olimpiadi del 1936.
Da allenatore ha guidato la Corea del Sud alle Olimpiadi del 1948.